# Vildmarks- och kärleksvisor
Vildmarks- och kärleksvisor är en diktsamling från 1895 av den svenske författaren Erik Axel Karlfeldt. Det var Karlfeldts debutbok.

## Innehåll
- Fäderna
- Sommarkarlen
- Vårbild
- Ung kärlek
- Jägarlust
- Åsen
- Kilak
- Mot våra
- Obekanta
- Vårbal
- Den mörke jägaren
- Sol och måne
- Vild kärlek
- Nybyggarliv
- Flickan i Gränge
- Midsommarvisor
- Höstvisa
- Hos häxan
- Mossen
- Budskapet
- En vandringsdag
- Blommande rönn
- Fiskarvisa
- Den misskände spelmannen
- Fanjunkar Berg
- De väntande
- En herde- och namnsdagsvisa
- Inom hässjorna
- Serenad
- Villgräset
- Bekransa mig!
- Utbölingen
- Den sköne Rosenblom
- Majnattsröster
- Drömd lycka
- Ljung
- Augustikväll
- På älvbrinken
- Lindelin
- Avskedssång
- Långt borta i världen
- Nu lyser månen klar och kall
- Ur hjärtats gåtbok
- Sagan om Rosalind
- Husvilla andar
- Spelmansvisor

## Utgivning
Erik Axel Karlfeldt sände sitt manuskript till Albert Bonniers förlag, men förläggarna var oangelägna att ta sig an en ny debutant och manuskriptet var fortfarande oläst när Karlfeldt återkallade det genom bud. Boken gavs istället ut av Joseph Seligmanns förlag. Karl Otto Bonnier ångrade det inträffade och gjorde flera försök att knyta Karlfeldt till Bonniers, men utan någon framgång. Karlfeldt var därmed den ende av de ledande nittiotalisterna som inte gavs ut hos Bonniers.